# Vita Björnen Apotheke

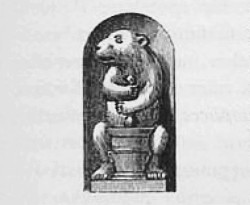
Das Schild der Apotheke, das in einer Nische über dem Fenster angebracht war, als sich die Apotheke in der Nybrogatan 14 befand, zeigt einen sitzenden weißen Bären.

Die Vita Björnen Apotheke (Apoteket Vita Björnen, ursprünglich Apoteket Hvita Björnen, zu Deutsch: Weißer Bär) ist eine schwedische Apotheke, die 1692 in Ladugårdslandet, dem heutigen Östermalm, in Stockholm gegründet wurde.

## Geschichte
Am 4. Oktober 1692 erhielt Johan Berendt, ein deutscher Apotheker (–1723), der in zweiter Ehe mit Maria Amalia König verheiratet war, vom schwedischen König Karl XI. das Privileg, eine neue Apotheke zu eröffnen, unter der Bedingung, dass er diese nicht auf der Insel Stadsholmen errichten dürfe. Dem Privileg zufolge sollte Berendt „alle medizinischen Artikel und Materialien aus ausländischen Lagern importieren und aromatische Gewürze und Konfekt verkaufen“. Die Hvita Björn war die erste Apotheke in Ladugårdslandet. Die überwiegende Mehrheit der ersten Apotheker in Schweden waren Deutsche, die auch als Ärzte tätig waren. Im Jahr 1701 zerstörte ein Brand das Apothekengebäude. Während der Großen Pest von 1708 bis 1714 wurde die Apotheke zu einer der vier Pestapotheken, die für die Versorgung der Pestopfer mit Medikamenten zuständig war. Zwischen 1710 und 1713 starben etwa 2000 Stockholmer an der Pest, was etwa 30 Prozent der Gesamtbevölkerung der Stadt entsprach.
Nach Berendts Tod wurde die Apotheke an seinen langjährigen Mitarbeiter Samuel Malmén (1694–1760) übergeben. Der nächste Besitzer war Hindrich Schultz-Lorentzon (1703–1773), der zuvor in der Engelnapotheke (Apoteket Ängeln) in der Altstadt tätig war. Schultz-Lorentzon war der erste Apotheker Stockholms, der Heilpflanzen für den Bedarf seiner Apotheke anbaute. Der Anbau wurde von seinem Sohn Henric Schultz-Lorentzon (1743–1808) fortgesetzt, der die Apotheke nach dem Tod seines Vaters weiterführte.
Nach dessen Tod leitete Martin Magdelo (1773–1846) die Apotheke von 1809 bis 1836. Unter seiner Ägide wurde festgestellt, dass ein großer Teil, der dort hergestellten Arzneimittel, minderwertig oder gefälscht war. Das königliche Gesundheitskollegium bestehend aus dem Vizevorsitzenden und ersten königlichen Leibarzt Erik af Edholm, dem Chemieprofessor Carl Gustav Mosander, dem Chemieadjunkten des Karolinska-Instituts Nils August Wilander, der dies bei einer Kontrolle entdeckt hatte, und dem Ombudsmann des Kollegiums, Regimentsarzt Engberg, beantragte daraufhin Magdelo die Privilegien zu entziehen. Daraus entwickelte sich ein Streit, der auch öffentlich in der schwedischen Zeitung Aftonbladet mit mehreren Artikeln beider Seiten ausgetragen wurde. Schließlich wurde Magdelo 1836 vom Kämnärsrätt verurteilt. Im selben Jahr übernahm der Provisor der Apotheke Carl Fredrik Hornung (1804–1862) die Apotheke und führte sie bis 1856.
Danach erhielt Jakob Leonard Bror Dorph von 1856 bis 1867 das Apothekerprivileg. Zu seiner Zeit ereignete sich der Fall des Kürschnergesellen Herman August Schröder, der Silbernitrat aus der Apotheke bezog und der 15-jährigen Lovisa Blomster, während sie schlief, die Stirn mit Silbernitrat bestrich. Dies führte später zu Wunden und Schröder wurde inhaftiert.
Nach weiteren Besitzerwechseln und Umzügen wurde die Apotheke 1942 umgebaut und in Vita Björnen umbenannt. Im Jahr 1989 wurde die Apotheke mit der Schwanenapotheke (Apoteket Svanen) zusammengelegt, die am 30. April 1650 von dem deutschen Apotheker Caspar Schöps gegründet worden war, der zuvor die Schlossapotheke im Glückstädter Schloss betrieben hatte. Die fusionierte Apotheke wurde unter dem Namen Vita Björn in das Einkaufszentrum Sturegallerian verlegt. Heute ist die Vita Björn eine Filiale der staatlichen Apoteket AB, die bis 2009 das Monopol für den Einzelhandelsverkauf von Arzneimitteln in Schweden hatte und dem schwedischen Finanzministerium untersteht.